# Колокольников, Иван Петрович

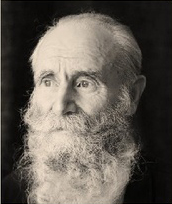
Иван Петрович в конце жизни

Иван Петрович Колокольников (1830, Тюмень, Тобольская губерния — 2 мая 1895, Тюмень, Тобольская губерния) — тюменский купец, известный меценат.

## Предки
Прадед — Фёдор Андреевич Колокольников, родился в 1750 году. В купцы 3-й гильдии по Тюмени был записан в 1797 году из мещан. Занимался выделкой кожаной обуви («чарошным» мастерством) и торговал «мелочными» товарами. В Тюмени владел тремя домами и торговыми лавками в гостином ряду. 
Первая жена: Ирина. Дети: Пётр, Андрей, Иван, Анисья. Его старший сын Пётр занимал ответственные выборные должности: так, в 1795 году являлся сборщиком подушных денег. Умер в 1844 году. Вторая жена: Пелагея Дмитриевна. Дети: Алексей, Пётр, Степанида.
Отец — Пётр Петрович Колокольников, умерший в 1857 году в возрасте 40 лет. Жена Агафья. Дети: Иван, Никандр, Лев, Михайло, Варвара.

## Биография
Происходил из мещан. Имел «один полукаменный дом, три деревянных и каменных магазина». Тюменский купец I гильдии, торговал чаем и сахаром, вывозил свой товар на Ирбитскую, Нижегородскую и Ивановскую ярмарки. Торговал и сахаром. С ноября 1866 года по 1869 по избранию Тюменского Градского общества служил гласным Городской Думы.
25 января 1867 года в Крестовоздвиженской церкви женился на Марии Дмитриевне Пятковой. По избранию городского общества Колокольников состоял учетчиком от Тюменского общественного банка, а в 1877—1879 году был избран директором этого банка.
7 сентября 1877 года состоял в звании Почетного Блюстителя Тюменского Никольского приходского училища. 7 июля 1879 был назначен членом попечительства Тюменского Александровского Реального училища вплоть до 1885. От 7 ноября 1886 состоял Почетным Блюстителем Тюменского Никольского городского училища.
В конце 1880 года приобрел особняк купца Иконникова и полностью перестроил здание, превратив его в миниатюрный дворец с анфиладами комнат, с каминами, украшенными изразцами, с богатым лепным и резным декором.
В 1890 году был избран кандидатом в члены местного уездного Податного присутствия на трёхлетие с 1891 по 1894 год. 9 июня 1891 года он был избран членом комитета для обеспечения продовольствием бедных жителей города Тюмени.
13 сентября 1891 года «Государь Император Всемилостивейше соизволил пожаловать Тюменского I гильдии купца Ивана Петровича Колокольникова за отличное усердие и особые труды золотой медалью с надписью „За усердие“ для ношения на шее Анненской ленте». В 1895 году пожертвовал 6900 рублей на нужды города (борьба с дизентерией).
Умер от воспаления легких. После смерти Ивана Петровича наследники (жена и старший сын) учредили товарищество «Торговый дом И. П. Колокольникова Наследники».

## Семья
- Жена — Мария Дмитриевна Колокольникова, в девичестве Пяткова[1] (1843—1923, Тюмень)[2].
  - Сын — Степан (1867—1925) — предприниматель, меценат, депутат Государственной думы I созыва от Тобольской губернии, женат на Марии Николаевне Колокольниковой  (? — после 1960), девичья фамилия неизвестна[3][4], их сын Олег (1912—1916), скончался в Тюмени 4-х лет отроду[1][3]
  - Сын — Антон (1871—?), женат на Александре Александровне, урождённой Карякиной, у них 11 детей: Александр (1894—5 февраля 1921[5], расстрелян в Иркутске)[6], Иоанн (Иван) (1895—22 июня 1918, расстрелян в Тюмени), Григорий (1897—?), Екатерина (1898—1992[7]), Иннокентий (1900—1937, репрессирован[7]), Арсений, близнец Иннокентия, (1900—22 июня 1918, расстрелян в Тюмени), Нина (1901—?), Маргарита (1903—?), Галина (1904—?), Виталий (1907—1989[7]), Михаил (1911—1991[7]), после революции переехал в Иркутск, где в 1919 служил младшим агентом в Иркутском губернском Управлении Государственной охраны, затем жил на Дальнем Востоке[1][7][2].
  - Сын — Владимир, (1876 — 17 марта 1917[8]) — глава Челябинского филиала семейного торгового дома, хозяин мукомольных заводов в Чумляке, умер от туберкулёза, похоронен в Ялте[2].
  - Дочь — Валентина[2] (1878—1950-е) была замужем за Лаврентием Сидоровичем Плешивых, развелась, жила вместе с матерью, сохранив фамилию мужа[1].
  - Сын — Борис (1880—?), глава Вятского филиала семейного торгового дома.
  - Сын — Виктор (1881—1941), директор Частного Коммерческого училища Колокольниковых (ныне ТюмГАСУ), эмигрировал, похоронен в Харбине[2].
  - Сын — Ювеналий  (1883—1918), страдал душевной болезнью, работал продавцом в семейном магазине, расстрелян красноармейцами 17 июля 1918 года в Ирбите[8][9].
  - 5 детей скончались в младенчестве: Михаил (1869—1870), Раиса (1873—1873), Михаил (1874—1874), мальчик (мертворождённый, 1877), Людмила (1884—1885)[1].